# Jim Cummings
James Jonah "Jim" Cummings (Youngstown, Ohio; 3 de noviembre de 1952) es un actor de voz estadounidense conocido por interpretar papeles como El Rey Tritón en La sirenita 3, el Gato en la serie animada CatDog o a Winnie Pooh en la saga de Winnie Pooh. Además, tuvo participación en muchas series de televisión y películas.

## Participaciones con voz

### Series de TV
| Comienzo de grabación de voz | Fin de grabación de voz | Serie de TV               | Papel                                  | N.º de episodios        |
| ---------------------------- | ----------------------- | ------------------------- | -------------------------------------- | ----------------------- |
| 1987                         | 1988                    | Transformers              | Rippersnapper, Afterburner             | Varios episodios        |
| 1993                         | 1994                    | Sonic                     | Dr. Robotnik                           | 26 episodios            |
| 1995                         | 1997                    | Spider-Man                | Herman Schultz Camaleón (Sin Créditos) | 12 episodios 1 episodio |
| 1995                         | 1998                    | Pinky y Cerebro           | Chuck                                  | 8 episodios             |
| 1995                         | 2003                    | Las Chicas Superpoderosas | Fuzzy Lumpkins                         | 5 episodios             |
| 1998                         | 2004                    | CatDog                    | Cat                                    | 66 episodios            |
| 1999                         | 2000                    | Pepper Ann                | Sr. Carter                             | 3 episodios             |
| 2003                         | 2003                    | Ozzy & Drix               | Sheriff Gluteus                        | 2 episodios             |

- 2000: Los Simpson - Duncan.
- 2000: Johnny Bravo - Coronel Fatman.
- 2001: El nuevo show del Pájaro Loco.
- 2005: Codename: Kids Next Door - Vin Moosk, Rey de la espinaca.
- 2006: The Boondocks - Varias voces.
- 2006: Catscratch - Highland Quint Patriarch.
- 2006: La casa de Mickey Mouse - Pete.
- 2009: Star Wars: The Clone Wars - Hondo Ohnaka.
- ¿Qué hay de nuevo, Scooby-Doo?
- 101 dálmatas: la serie - Coronel, Mayor Ed Cerdo, Jasper.
- Adventures in Odyssey - Larry Walker.
- Aladdin.
- Amphibia - Guardia de seguridad del acuario.
- Bah, Humduck! A Looney Tunes Christmas - Taz, Gossamer.
- Capitán Planeta y los planetarios - Sly Sludge.
- Cyberchase - Mr. Zero (En "A World Without Zero").
- Courage the Cowardly Dog.
- Estrellas de los dibujos animados al rescate - Winnie de Pooh, Tigger.
- Dos perros tontos - Super Secreta Secreta Ardilla Morroco Mole.
- Duckman.
- Patoaventuras - El Capitán.
- The Spectacular Spider-Man.
- El laboratorio de Dexter - Ojo rojo (en "Photo Finish").
- El libro de Pooh - Winnie de Pooh, Tigger.
- Jungle Cubs - Fred.
- La leyenda de Tarzán - Tantor.
- Las aventuras de Jackie Chan - Hak Foo (Temporada 1).
- Los Jóvenes Titanes - Maestro de los juegos, Wildebeest (En "Winner Take All").
- The Replacements - Varias voces.
- Marsupilami - Maurice, Norman.
- Mis amigos Tigger y Pooh - Winnie de Pooh, Tigger, Beaver.
- Road Rovers - General Parvo.
- Small Soldiers - Ocula.
- Taz-Mania - Taz, Voces adicionales.
- Teenage Mutant Ninja Turtles - Shredder, Leatherhead.
- Timón y Pumba - Ed, Voces adicionales.
- Transformers: Generación 1 - Afterburner, Rippersnapper.
- The Addams Family - Lurch.
- The Batman - Temblor.
- The Mask: The Animated Series - Doyle.
- The Pirates of Dark Water - Skorian, Ioz (Temporada 2).
- The New Adventures of Winnie the Pooh - Winnie de Pooh, Tigger.
- The Tick: La Serie Animada - Varias voces.
- Tweety's High-Flying Adventure - Taz, Sam Bigotes, Voces adicionales.
- W.I.T.C.H. - Tridart, Harold Hale, Zacharias.
- Where's Waldo? – Narrador.
- Zona Tiza - Skrawl.

### Películas
- 1992: Aladdín - Razoul.
- 1994: El rey león - Ed, Scar (Voz musical).
- 1994: The Return of Jafar - Razoul.
- 1995: Pocahontas - Jefe Powhatan (Voz musical), Hombre sensato.
- 1996: Aladdín y el rey de los ladrones - Razoul.
- 1997: Hércules - Nesso.
- 1997: Anastasia - Rasputin (Voz musical).
- 1997: La gran aventura de Winnie the Pooh - Winnie the pooh.
- 1998: El rey león II - Scar, Voces adicionales.
- 1998: Pocahontas II: Journey to a New World - Rey Jacobo I.
- 2000: The Land Before Time VII: The Stone of Cold Fire - Sierra.
- 2000: La película de Tigger - Winnie de Pooh, Tigger.
- 2000: The Road to El Dorado - Hernán Cortés, Voces adicionales.
- 2001: Atlantis: El imperio perdido - Voces adicionales.
- 2001: Shrek.
- 2001: Jimmy Neutrón: El niño genio.
- 2002: Return to Never Land - Voces adicionales.
- 2002: El jorobado de Notre Dame 2 - Archidiácono.
- 2002: Tarzán y Jane - Tantor.
- 2003: El libro de la selva 2 - Kaa, Coronel Hathi, M.C. Mono.
- 2003: Simbad: La leyenda de los siete mares - Luca, Voces adicionales.
- 2003: Piglet's Big Movie - Winnie de Pooh, Tigger.
- 2004: El rey león III - Ed.
- 2005: Pooh's Heffalump Movie - Winnie de Pooh, Tigger.
- 2006: Brother Bear 2 - Bering
- 2007: Bee Movie - Narrador.
- 2008: Secrets of the Furious Five - El instructor.
- 2008: La sirenita 3 - Shelbow, Rey Tritón.
- 2009: The Princess and the Frog - Ray.
- 2011: Gnomeo y Julieta - Flamengo.
- 2011: Winnie the Pooh - Winnie de Pooh, Tigger.
- Balto – Steele.
- Dead Space: Downfall - Capitán Mathius, Farim
- Felix the Cat: The Movie - Los dos Mizzards.
- Forget Paris - Ebenezer Scrooge, Boromir, Tantor
- Iron Man - MODOK, Whirlwind, Dreadknight, Backlash, Presidente Bill Clinton.
- El castillo en el cielo - General.
- Shrek tercero.
- Todos los perros van al cielo 2 - Jingles.
- Tom y Jerry: El anillo mágico - Butch.
- The Pagemaster - Long John Silver.
- 2018: Christopher Robin
- Toy Story 4 - Sr. Cara de Papá
- 2022: - Minions: The Rise of Gru - Osos

### Videojuegos
| Año       | Videojuego                                                                | Papel                                                                     |
| --------- | ------------------------------------------------------------------------- | ------------------------------------------------------------------------- |
| 1996      | Toonstruck                                                                | Dough                                                                     |
| 1997      | Fallout                                                                   | Set, Gizmo, El Maestro                                                    |
| 2000–2001 | Wacky Races Starring Dastardly and Muttley (PlayStation 2/Sega Dreamcast) | Pierre Nodoyuna, Los Hermanos Macana, Mafio, Soldado Meekly, Big Gruesome |
| 2007      | Pirates of the Caribbean: At World's End                                  | Voces adicionales                                                         |
| 2007      | Looney Tunes: Acme Arsenal                                                | Sam Bigotes                                                               |
| 2007      | Clive Barker's Jericho                                                    | Arnold Leach                                                              |
| 2008      | Super Smash Bros. Brawl                                                   | Bowser, Subspace Emmissary                                                |
| 2009      | Alpha Protocol                                                            | Conrad Marbug, Gelato Man                                                 |
| 2010      | Splatterhouse                                                             | La máscara de Satán                                                       |

- Cartoon Network Universe: FusionFall - Fuzzy Lumpkins.
- Ys: Libro I&II - Dalles.